# Plastisk lera
Plastisk lera är en lerart med utomordentligt stor finkornighet, som gör den extra vattenbindande. Detta i förening med dess likformighet och stora jonbytningsförmåga har gjort att den blivit mycket efterfrågad. Alla feta leror är plastiska (formbara) vid viss vattenhalt, men med plastiska leror menas inom geologin den mycket finkorniga lera som avlagrats under den äldre tertiärtiden. Till skillnad från de feta lerorna på Bornholm från rät-liasperioden är plastisk lera inte eldfast.

## Förekomst
Plastisk lera förekommer på flera platser i Danmark i området kring Lilla Bält, vid Randers och Langaa samt vid Refsnaes. Här förekommer lera i lager av vulkanisk aska, som tillsammans med fossilfynd daterar plastisk lera till samma tidsperiod som moleran på Mors i Danmark.
Plastisk lera har även påträffats i Tyskland, England, Frankrike och Belgien.

## Användning
Den plastiska lerans olika egenskaper har gjort den eftertraktad för tillverkning av valklera, lerklinker, som ersättningsfyllnad i tvål och för tillverkning pernutit för avhärdning av vatten och andra liknande ändamål. Det är främst den kalkfria plastiska leran som är sällsynt och har de bästa exploateringsmöjligheterna.

## Geologiska förhållanden
Närvaro av plastisk lera i slänter och skärningar orsakar ofta stora jordskred, men där plastisk lera förekommer i orörda avlagringar utgör de en fast, blank och ofta kraftigt färgad jordart. Den äldre Lilla Bält-bron är grundad på en fast avlagring av plastisk lera med mer än 100 m mäktighet.